# 謡曲
謡曲（ようきょく）とは、能の詞章のこと。 演劇における脚本に相当する。本来、「謡」と言われていたものが、大正・昭和初期から「謡曲」とも称するようになった。謡曲は「謡の曲」という意味であり、この項目では便宜上能の声楽部分に当たる謡については措き、テキストとしての能の詞章やそれを収めた書籍について取り上げる。謡については謡の項参照。

## 概要
能は古くは自作自演が原則であり、その台本ともいえる謡曲は現存する曲や廃曲になったものも含めると、その数は約二千番にのぼり、その大部分が江戸時代以前に作られたものである。しかし作者に関しては不明のものが多く、現在その中の二、三割程度が観阿弥、世阿弥、金春禅竹などの作者の確定できるものとされている。ただしそれらの曲の中には、その以前からあった曲を改作したり、内容を補ったりした曲もあったという。世阿弥の自筆本はいくつか現存しており、本文は片仮名で記されている。
謡曲は台詞と地の文とで構成され、その文章は古歌・古詩などの引用、縁語・掛詞・枕詞・序詞といった修辞技法を駆使した和文体である。だがその本文はさらに「小段」と呼ばれる細かい単位に分けることができる。たとえば能『高砂』を例にあげると、その冒頭は次のような「小段」になっている。『高砂』の内容については高砂 (能)を参照。
〔真ノ次第〕〈次第〉ワキ・ワキツレ「今を始めの旅衣、今を始めの旅衣…（以下略、以後も同様）
〈名ノリ〉ワキ「抑も是は九州肥後国、阿蘇の宮の神主…
〈上歌〉ワキ・ワキツレ「旅衣、末遥々の都路を、末遥々の都路を…
〈着キゼリフ〉ワキ「急ぎ候間、播州高砂の浦に着いて候…
〔真ノ次第〕以下括弧で括られているのは「小段」の名である。〔真ノ次第〕〈次第〉というのは、曲の最初にワキが登場するための囃子と謡であり、それに続く〈名ノリ〉というのは、そのワキが自分は何者でどうしたわけでここに登場したのかを述べる部分である。〈上歌〉とは謡の旋律の一種であり、〈着キゼリフ〉は曲中で登場人物が目的地に着いたことを述べるもの。これは『高砂』以外のほかの曲目であっても、能楽師はその曲目に〈次第〉という「小段」があれば、すべてほぼ同じ旋律でもってそれを謡い、〈名ノリ〉とあればその定められた型でもって自分のことを述べる。要するにシテ・ワキをはじめとする舞台に立つ能楽師は（アイも含めれば狂言師も）、どんな曲目でも謡曲の本文に何々の「小段」とあれば、それに従ってその通りに演じるようになっている。「小段」は謡だけのもの、囃子だけのもの、舞だけのもの、せりふだけのもの、またそれらを組み合わせたものなどその種類は数十種類に及ぶ。上の『高砂』の冒頭で見ると〔真ノ次第〕が囃子、〈次第〉と〈上歌〉が謡、〈名ノリ〉と〈着キゼリフ〉がせりふということになる。そしてそれら「小段」を始めから終りまでモザイクのように積み重ねることによって、ひとつのストーリーにしているのである。能すなわち謡曲はすべてこのように構成されており、それゆえに現在の演劇の脚本と違って「小書」(こがき)と呼ばれる特殊演出を曲中に付け加えたり、また半能のように謡曲の前半部分を大幅にカットして後半の舞中心に演じるなど、内容を抜き差しすることが容易となっている。

## 謡本
安土桃山時代から寛永期になると武士、町人が能を愛好し、またその声楽部分を独立させた謡は空前の流行を見るようになり、謡本（うたいぼん）も各流派家元の認可によるものが発行されるようになった。謡本とは、謡の稽古の際に用いる謡曲の詞章、節付を記した本のことで、古くは「能の本」とも呼ばれた。謡本の中には、嵯峨本と呼ばれる豪華なものが発行されたりもした（俵屋宗達下画、本阿弥光悦筆の版下によるもの）。
謡本は江戸時代には当時よく知られた曲目を「内組」（うちぐみ）、あまり知られていないものを「外組」（そとぐみ）と称して出版されていたが、当時すでに舞台で演じられなくなった番外曲と呼ばれるものも出されており、合せて六百番近い数の謡本が出版されている。このうち江戸時代を通してもっとも流布したのは観世流の謡本であった。謡本の発行権は江戸期以降、各流儀の家元に帰属するのがたてまえになっているが、観世流のような大きな流派では、家元以外の有力な職分家の認可によるものも発行されており、過去訴訟問題が起こったこともある（矢来観世家の項参照）。
謡本にはアイの台詞やアイとワキとのやりとりは省略されており、ト書に相当するものもなく、完全な上演台本とはいえない。これは謡本が通常、謡を学ぶための稽古本とされているからである。ただし能の舞台進行を知る上では非常に役に立つ。なお能楽師の芸の伝習は口伝によるため謡本を必要としない。
現在、謡曲の流儀として謡本を発行しているのは以下の六流である（シテ方五流、ワキ方一流）。
- シテ方

観世流
宝生流
金剛流
金春流
喜多流
- ワキ方

下掛宝生流

## 刊行本
- 『謡曲・狂言集』（安藤常次郎 訳編）小学館〈現代訳日本古典〉、1943年。
- 『謡曲・狂言集』（古川久・小林責校注）明治書院〈校注古典叢書〉、1985年2月。
  - 『謡曲・狂言集』（新装版、古川久・小林責 校注）明治書院〈校注古典叢書〉、2001年3月。ISBN 4-625-71309-9。

『謡曲大観』（佐成謙太郎）明治書院、1930 - 1931年。
- 『謡曲大観 首巻』1931年。
- 『謡曲大観 苐一巻』1930年。
- 『謡曲大観 苐二巻』1931年。
- 『謡曲大観 苐三巻』1931年。
- 『謡曲大観 苐四巻』1931年。
- 『謡曲大観 苐五巻』1931年。
- 『謡曲大観 別巻』1931年。

『謡曲大観』（佐成謙太郎、復刊）明治書院、1953 - 1954年。
- 『謡曲大観 首巻』1954年。
- 『謡曲大観 苐一巻』1953年。
- 『謡曲大観 苐二巻』1954年。
- 『謡曲大観 苐三巻』1931年。
- 『謡曲大観 苐四巻』1931年。
- 『謡曲大観 苐五巻』1954年。
- 『謡曲大観 別巻』1931年。

『謡曲大観』（佐成謙太郎、影印版）明治書院、1982年。
- 第一巻（1982年4月）ISBN 4-625-51079-1
- 第二巻（1982年5月）ISBN 4-625-51080-5
- 第三巻（1982年6月）ISBN 4-625-51081-3
- 第四巻（1982年7月）ISBN 4-625-51082-1
- 第五巻（1982年8月）ISBN 4-625-51083-X
- 首巻（1982年9月）ISBN 4-625-51078-3
- 別巻（1982年10月）ISBN 4-625-51084-8